# M56 (天体)
座標:  19h 16m 35.57s, +30° 11′ 00.5″
M56（NGC 6779）はこと座にある球状星団である。

## 概要
双眼鏡や口径5cmの望遠鏡ではっきりとまるく星雲状に見える。口径10cmの望遠鏡では周辺の星がほんのわずか見え始める。口径15から20cmで、周辺部の星が分離できるが中心部は難しい。口径30cmでは構造がはっきりしてくるが、全部の星を分離して見ることはできない。全部の星を分離するためには口径40cm程度の望遠鏡が必要である。

## 観測史
1779年1月19日にシャルル・メシエにより発見された。同日メシエは彗星を発見している。同23日にメシエは「星のない星雲。ほとんど輝きはない」と記している。後にウィリアム・ハーシェルが1783年から84年の観測で星を分離して観測している。